# إدريسا سيلا
إدريسا سيلا (بالفرنسية: Idrissa Sylla)‏ هو لاعب كرة قدم غيني يلعب حاليًا لصالح نادي زولته فاريجيم البلجيكي.

## روابط خارجية
- إدريسا سيلا على موقع الاتحاد الدولي (مؤرشف)  (الإنجليزية)
- إدريسا سيلا على موقع قاعدة بيانات كرة القدم.إي يو (الإنجليزية)
- إدريسا سيلا على موقع قاعدة بيانات كرة القدم.إي يو (الإنجليزية)
- إدريسا سيلا على موقع ناشيونال فوتبول تيمز (الإنجليزية)
- إدريسا سيلا على موقع Soccerway.com (الإنجليزية)
- إدريسا سيلا على موقع AS.com (الإسبانية)